# Colibríes de Morelos
A Colibríes de Morelos (nevének jelentése: morelosi kolibrik) egy megszűnt mexikói labdarúgócsapat, amelynek otthona a Morelos államban található Xochitepec volt. A csapat egy évnél rövidebb története alatt az első osztályú bajnokságban szerepelt.

## Története
A csapat története 2002 decemberében kezdődött, amikor Jorge Rodríguez Marié megvásárolta az első osztályú Club Celaya csapatát és átköltöztette őket Xochitepecbe, létrehozva ezzel a Colibríes de Morelost. Bár az edző, Carlos Trucco is átkerült az új klubhoz, három nappal a bajnokság 2003-as Clausura szezonjának kezdete előtt az addig nem sok hírnevet szerző Sergio Rubiót nevezték ki új edzőnek. Mindjárt első mérkőzésükön győzelmet arattak a Pumas otthonában, sőt, a következő három fordulóban legyőzték még az Estudiantes Tecost és a Tigrest is, így négy forduló után vezették a tabellát.
A következő hetekben azonban elkezdtek megmutatkozni a súlyos pénzhiány jelei, egyrészt az eredményekben, másrészt például még olyan eset is előfordult, hogy élelem sem jutott a csapat minden tagjának. A horvát Zlatko Petricevic ugyan egy időre kisegítette őket egy kevés pénzzel, azzal a feltétellel, hogy ő legyen az edző, így két meccs erejéig valóban le is ülhetett a kispadra.
Utolsó mérkőzésüket 2003. május 17-én játszották, ekkor hazai pályán 0–0-s döntetlent értek el a Cruz Azul ellen. Kiesésük egy hajszálon függött: ha ezzel a mérkőzéssel egy időben a Jaguares de Chiapas legyőzi az Estudiantes Tecost, akkor kiesnek, ha ott a két csapat döntetlenre végez, akkor a Colibríes bent marad. A stadionban valaki a mérkőzés végén elterjesztette a hírt, hogy a Jaguares döntetlent játszott, így az emberek berohantak a pályára és ünnepelni kezdték a bent maradást. Hamarosan kiderült azonban, hogy a hír nem igaz, a Jaguares egy góllal nyert, ami pedig a morelosiak kiesését jelentette. Az ünneplés rögtön „gyásszá” alakult. A pénzügyi gondok pedig a bajnokság lezárásával sem javultak, így a Colibríes hamarosan teljesen megszűnt.

## Bajnoki eredményei
A csapat első osztályú szereplése során az alábbi eredményeket érte el:
| Év            | Alapszakasz-helyezés | Eredmény a rájátszásban |
| ------------- | -------------------- | ----------------------- |
| 2003 Clausura | 13. hely             |                         |